# 평산군
평산군(平山郡)은 조선민주주의인민공화국 황해북도에 있는 군이다.

## 지리
평산군의 지세는 험준하고, 북서쪽에서 동남부까지 뻗어있는 멸악산맥이 있다. 그리고 이곳은 대체로 평지로 구성되어 있다. 례성강의 지류인 남천이 군 중앙을 통과해서 흐른다.
북쪽으로 서흥군·신계군, 동쪽으로 금천군, 서쪽으로 린산군, 남쪽으로 황해남도 봉천군과 접한다.

## 역사
| Daedongyeojido (Gyujanggak) 11-05.jpg | Daedongyeojido (Gyujanggak) 11-04.jpg |
| Daedongyeojido (Gyujanggak) 12-05.jpg | Daedongyeojido (Gyujanggak) 12-04.jpg |

고구려때 이곳은 대곡군(大谷郡) 또는 다실군이라고 불렸고, 통일 신라시대에는 영풍군으로 성을, 783년에는 진을 두고 한주를 삼았다. 통일 신라 시기 북방 거점이던 패강진이 있었던 곳으로 추정되기도 하나 아직 이견이 많다. 고려시대에는 평주라고 부르고 도호부를 두었다. 개성과 가깝고 건국에 공헌했던 많은 호족 세력의 중심지였던 이유로 신숭겸, 유금필과 같은 장수들은 평주를 본관으로 두어 성을 삼거나 왕건에게 성을 하사 받았는데 평산 신씨(신숭겸) 평산 유씨(유금필)가 그 예이다.
- 1914년 4월 1일 연백군에 일부를 주어 17면으로 개편하였다.
- 1942년 4월 1일 보산면을 남천읍으로 승격하였다.[2] 1읍 16면
- 1952년에 일부가 린산군, 평천군으로 분리되었다. 평산군 남천읍 남천리와 신남천리를 평산읍으로 하였다.

## 행정 구역
평산군은 1읍(평산읍(平山邑))과 2구(평화로동자구(平和勞動者區), 청학로동자구(靑鶴勞動者區)), 20리(월천리(月川里), 탄교리(灘橋里), 림산리(林山里), 산수리(山水里), 기탄리(岐灘里), 례성리(禮城里), 복수리(復水里), 삼룡리(三龍里), 산성리(山城里), 한포리(汗浦里), 옥촌리(沃村里), 룡궁리(龍宮里), 주포리(舟浦里), 봉탄리(峰灘里), 해월리(海月里), 청수리(淸水里), 봉천리(鳳川里), 삼천리(三泉里), 와현리(瓦峴里), 상암리(象岩里))로 이루어져 있다.

## 경제
일제 강점기때 이곳은 일본인이 개발한 형석 광산과 농구를 수리하는 곳이 있었을 뿐이었다. 광복 이후에, 이곳은 크게 발전되었다. 현재 대리석광산, 화강석 광산 등이 있으며, 북조선의 석재 공업 중심지이다.

## 교육 기관
- 평산농업대학(平山農業大學)

## 관광지
- 태백산성(太白山城): 평산군에 있는 산성으로 고구려시기에 지어졌다.